# Климов, Михаил Дмитриевич
Михаил Дмитриевич Климов (род. 23 сентября 1961 года) — советский и российский игрок в хоккей с мячом, нападающий, мастер спорта СССР международного класса (1991).

## Карьера
Начал играть в хоккей с мячом в 1971 году в Балашихе в детской команде «Труда», с 1975 по 1979 год — в юношеских командах «Криогенмаша», одновременно стажируясь в юношеской команде «Зоркого».
Игровую карьеру начал в «Криогенмаше» в 1979 году, проведя за команду два сезона.
В 1981 году перешёл в «Зоркий», в составе которого стал победителем чемпионата СНГ сезона 1991/92, обладателем Кубка мира 1990 года.
В 1992 году продолжил игровую карьеру в Финляндии, где до 2005 года играл в составе клуба «Варкауден Палло -35».
Его сын — Дмитрий — профессиональный футболист.

## Достижения
Клубные
 Чемпион СНГ — 1992

 Серебряный призёр чемпионата СССР — 1983, 1985, 1991

 Бронзовый призёр чемпионата СССР — 1982, 1987, 1989

 Обладатель Кубка СССР — 1985, 1986, 1989, 1990, 1991

 Серебряный призёр Кубка СССР — 1983

 Чемпион Финляндии — 1993, 1994, 1995, 1996

 Бронзовый призёр чемпионата Финляндии — 1997, 1999, 2003, 2004

 Финалист Кубка европейских чемпионов — 1993

 Обладатель Кубка мира — 1990
В сборной
 Серебряный призёр Международного турнира на призы Правительства России — 1992 (в составе сборной клубов России)

 Бронзовый призёр Международного турнира на приз газеты «Советская Россия» — 1990
Личные
- В списке 22-х лучших игроков сезона (4) — 1987, 1988, 1989, 1992
- Лучший бомбардир чемпионата СССР — 1990 (45 мячей)
- Обладатель приза «В атаку» — 1990

### Комментарии
1. ↑  Количество игр и голов за клуб(ы) в высшем дивизионе чемпионатов СССР/СНГ
2. ↑  По результатам игр в круговом турнире 4-х команд